# Reetta Hämäläinen
Reetta Hämäläinen (ur. 13 lutego 1992) – fińska lekkoatletka, tyczkarka.

## Osiągnięcia
- srebrny medal Europejskiego Festiwalu Młodzieży (Tampere 2009)
- medalistka mistrzostw kraju w różnych kategoriach wiekowych

## Rekordy życiowe
- skok o tyczce – 4,00 (2009)
- skok o tyczce (hala) – 3,90 (2009)